# ChemXSeer
ChemxSeer es un motor de búsqueda público y biblioteca digital para publicaciones académicas y científicas con especial énfasis en Química. El proyecto, financiado por National Science Foundation, está siendo desarrollado por un equipo multidisciplinario de investigadores en la Universidad Estatal de Pensilvania y fue concebido por los investigadores Dr. Karl Mueller, Dr. Prasenjit Mitra, and Dr. Lee Giles como una forma de integrar literatura en científica en química con resultados de experimentos, análisis y simulaciones obtenidos usuando diferentes sistemas y técnicas. El objetivo propuesto es el de crear una base de datos inteligente y un motor de búsqueda que provea acceso a datos relevantes para una comunidad diversa de usuarios quienes tienen necesidad de información en el área en cuestión. El sitio es alojado en el Colegio de Ciencias de la Información y Tecnología de la Universidad Estatal de Pensilvania.

## Características
Para lograr sus objetivos ChemxSeer provee nuevas características que no están disponibles en motores de búsqueda o bibliotecas digitales tradicionales. 
1. Búsqueda de moléculas: Es una herramienta capaz de identificar fórmulas químicas y nombres químicos, extraerlos y diferenciarlos de otros términos dentro de los documentos (La herramienta es capaz de identificar si He hace referencia al elemento químico Helio o al artículo (inglés) He). Los términos extraídos e identificados son utilizados posteriormente en la realización de búsquedas.
2. TableSeer: En artículos académicos las tablas son utilizadas para presentar, listar, y dar estructura a datos importantes. TableSeer identifica automáticamente las tablas en documentos digitales, extrae tanto los metadatos como el contenido de las celdas de las tablas y los almacena de forma que los usuarios pueden realizar consultas basados en el contenido de las tablas o buscar tablas en un conjunto grande de documentos.
3. Búsqueda en Conjuntos de Datos: ChemxSeer provee herramientas para incorporar datos provenientes de diferentes fuentes. El sistema está en la capacidad de manipular archivos en diferentes formatos tales como: XML, Microsoft Excel, Gaussian y CHARMM, crear bases de datos, para permitir consultas directas sobre los datos, crear metadata, usando una herramienta para anotar los datos, lo cual le permite hacer búsquedas sobre los conjuntos de datos, y crear enlaces entre las bases de datos y/o conjuntos de datos y los documentos.

Adicionalmente a estas herramientas, ChemxSeer integrará los avances realizados en su proyecto hermano CiteSeerX:
- Búsqueda de texto
- Búsquedas por autor, afiliación, título y conferencia
- Búsquedas por citas y por reconocimientos
- Estadísticas sobre las citas